# Hadrian von Canterbury
Hadrian von Canterbury (* in Nordafrika; † 9. Januar 710) war ein britischer Abt und Heiliger.

## Leben
Hadrian (Adrian) wurde im frühen 7. Jahrhundert ca. 750 Kilometer westwärts des Nils im griechischsprachigen byzantinischen Reich geboren. Etwa 10 Jahre nach seiner Geburt musste er wegen der Invasion der Araber nach Neapel fliehen. Kurz darauf trat er einem Kloster auf der Insel Nisida bei. Dort lernte er Latein und erhielt eine theologische, pastorale und liturgische Ausbildung. Nach wenigen Jahren wurde er zum Abt dieses Klosters ernannt.
Während dieser Zeit machte er Bekanntschaft mit Konstans II. Im Jahre 663 kam Konstans nach Neapel, während seine Soldaten versuchten, Italien zurückzuerobern. Konstans setzte ihn in mehreren Fällen als Botschafter ein. Als Konstans einmal Rom besuchte, stellte er Hadrian dem damaligen Papst Vitalian vor. Dieser war offenbar begeistert von ihm und machte ihn zu seinem Berater.
Drei Jahre später wurde ihm das Angebot gemacht, Erzbischof von Canterbury zu werden. Hadrian lehnte dieses Angebot allerdings ab und verwies auf Andreas, einen Mönch, der einem benachbarten Kloster angehörte. Andreas lehnte aber ebenfalls ab, weil er von sich behauptete, schon zu alt für dieses Amt zu sein. Als Papst Vitalian Hadrian erneut das Angebot machte, schlug er Theodor von Tarsus vor. Dieser willigte schließlich unter der Bedingung ein, dass Hadrian mitkomme und ihn in Canterbury berate.
Hadrian und Theodor brachen nicht gemeinsam auf. Theodor konnte bereits 669 per Schiff nach England reisen, Hadrian wurde jedoch vom fränkischen Hausmeier Ebroin aufgehalten, der glaubte, dass Hadrian in politischer Mission reisen würde. Daher erreichte Hadrian Canterbury erst im Jahr 670.
Hadrian wurde nach seiner Ankunft im Jahre 670 zum Abt des Benediktinerklosters St. Peter und Paul in Canterbury gewählt und geweiht.
Am 9. Januar 710 starb Hadrian.

## Gedenktag
Die römisch-katholische Kirche feiert seinen Gedenktag am 9. Januar.

## Ikonografie
Hadrian von Canterbury wird mit Mitra und Abtstab dargestellt.